# 帕斯卡尔·布舍里
帕斯卡尔·布舍里（法語：Pascal Boucherit，1959年8月7日—），法国男子皮划艇运动员。他曾代表法国参加1984年、1988年和1992年夏季奥林匹克运动会皮划艇比赛，获得一枚铜牌。